# Cronorifugio
Cronorifugio (in bulgaro Времеубежище?, Vremeubezhishte) è un romanzo del 2020 di Georgi Gospodinov. Per quest'opera l'autore bulgaro ha ricevuto il Premio Strega Europa nel 2021 e l'International Booker Prize nel 2023.

## Storia editoriale
L'autore ha cominciato a lavorare a questo romanzo durante il periodo della Brexit, traendo un motivo di riflessione dall'ascesa di partiti populisti nei principali Paesi europei.
(Georgi Gospodinov)
Intorno al nucleo narrativo della clinica del passato si è poi sviluppata una ragnatela di storie e, nel complesso, ci sono voluti quasi tre anni per ultimare il romanzo. La scrittura è stata fortemente influenzata da autori come Thomas Mann e Jorge Luis Borges, entrambi citati ripetutamente nel romanzo. Ulteriori fonti di ispirazione e punti di riferimento sono stati Marcel Proust e Wystan Hugh Auden, ma anche le canzoni degli Eagles, dei The Beatles e dei The Doors.

## Trama
Il romanzo descrive le vicende di un narratore senza nome e dei suoi incontri con Gaustìn, uno psichiatra che ha l'idea di creare una clinica per persone affette dalla malattia di Alzheimer a Zurigo. Ciascun piano della clinica è una riproposizione dettagliatissima di un vecchio decennio del XX secolo, e l'obiettivo è quello di far ritornare indietro nel tempo i pazienti, privi di memoria e a disagio nella contemporaneità, per poter rivivere i propri ricordi. L'idea dello psichiatra si dimostra vincente: ben presto vengono aperte nuove cliniche in tutta Europa e non solo anziani e persone affette da demenza senile si rivolgono ai medici per essere curati, ma anche persone più giovani e all'apparenza sane desiderano entrare in queste cliniche per fuggire dalla loro vita monotona e rituffarsi nel passato, in quello che il narratore definisce un rifugio temporale o cronorifugio. La popolazione europea è così entusiasta che i governi decidono di abolire il tempo presente e ritornare indietro nel passato. Ciascun Paese, grazie a un referendum, decide in quale decennio passato dovrà vivere in futuro: ad esempio, gli italiani scelgono gli anni '60 della dolce vita e del boom economico. Mentre si prospetta una nuova era radiosa all'orizzonte, il passato prende il sopravvento: le truppe e i carri armati ammassati per una rievocazione storica scatenano l'inizio di una nuova guerra mondiale.

## Edizioni
- Georgi Gospodinov, Cronorifugio, traduzione di Giuseppe Dall'Agata, Roma, Voland, 2021, ISBN 9788862434201, OCLC 1286616302.